# Dalbergia pachycarpa
Dalbergia pachycarpa là một loài thực vật có hoa trong họ Đậu. Loài này được (De Wild. & T.Durand) De Wild. miêu tả khoa học đầu tiên.